# Tomahawk (Rakete)
Die Tomahawk (interne Firmenbezeichnung TE-416) ist eine Höhenforschungsrakete, die zu Beginn der 1960er-Jahre von der amerikanischen Firma Thiokol für die Sandia National Laboratories entwickelt wurde. Obwohl die Tomahawk auch allein gestartet werden konnte, wurde sie überwiegend in Verbindung mit anderen Raketen als Oberstufe verwendet, zum Beispiel mit einer Nike-Rakete als Startstufe (Nike Tomahawk).
Die Tomahawk entwickelte einen Schub von 53 kN und kam auf eine Brennzeit von 9,5 Sekunden. Ihr Durchmesser betrug 23 Zentimeter, die Flossenspannweite erreichte 93 Zentimeter.